# Nectonemertes compacta
Nectonemertes compacta är en djurart som tillhör fylumet slemmaskar, och som beskrevs av Korotkevich 1964. Nectonemertes compacta ingår i släktet Nectonemertes och familjen Nectonemertidae. Inga underarter finns listade i Catalogue of Life.